# Квист, Уильям
Уи́льям Квист Йо́ргенсен (дат. William Kvist Jørgensen; род. 24 февраля 1985[…], Рёнде, Орхус) — датский футболист, полузащитник. Выступал за сборную Дании.

## Карьера

### Клубная

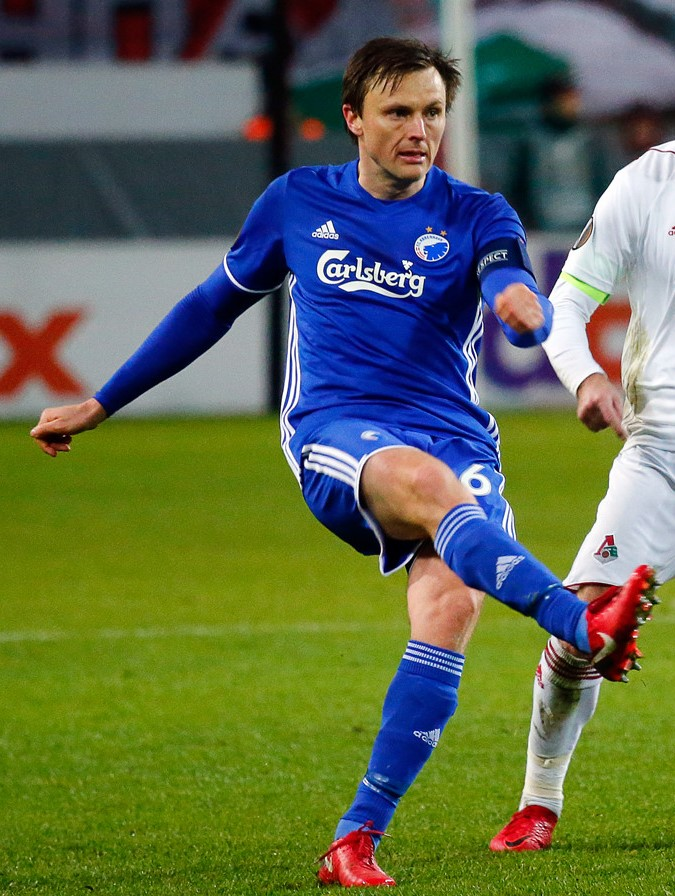
Квист в составе «Копенгагена»

Заниматься футболом Уильям Квист начал в детской команде клуба «Торсагер Рёнде» из своего родного города. Через 2 года юный футболист перешёл в школу клуба «КБ Копенгаген». В сезоне 2004/2005 Уильям дебютировал в чемпионате Дании в составе клуба «Копенгаген», 23 апреля 2005 года по ходу матча с командой «Норшелланн» заменив травмированного Оле Тобиасена.
Первые сезоны в клубе Уильям Квист провёл, в основном выходя на замену. Стабильное место в основном составе футболист получил в 2007 году, когда из команды ушёл основной правый защитник Ларс Якобсен.
16 июня 2011 года было объявлено, что игрок датского «Копенгагена» Уильям Квист перешёл в немецкий «Штутгарт».
30 января 2014 года Квист был арендован «Фулхэмом» до конца сезона с последующим правом выкупа.
В июле 2015 года возвращается в родной «Копенгаген» и сразу выигрывает с ним Чемпионат и Кубок Дании.

### В сборной
Уильям Квист вызывался в юношеские сборные всех возрастов, сыграв в общей сложности 43 матча и забив 4 гола. 22 августа 2007 года футболист провёл свой первый матч за главную сборную страны; дебют Квиста пришёлся на товарищеский матч со сборной Ирландии.

### Дальнейшая карьера
После увольнения менеджера «Копенгагена» Столе Солбаккена 10 октября 2020 года Квист был назначен временным спортивным директором клуба.

## Статистика

### Матчи Квиста за сборную Дании
| Матчи Квиста за сборную Дании | Матчи Квиста за сборную Дании | Матчи Квиста за сборную Дании | Матчи Квиста за сборную Дании | Матчи Квиста за сборную Дании | Матчи Квиста за сборную Дании |
| ----------------------------- | ----------------------------- | ----------------------------- | ----------------------------- | ----------------------------- | ----------------------------- |
| №                             | Дата                          | Соперник                      | Счёт                          | Голы Квиста                   | Соревнование                  |
| 1                             | 22 августа 2007               | Ирландия                      | 0:4                           | —                             | Товарищеский матч             |
| 2                             | 21 ноября 2007                | Исландия                      | 3:0                           | —                             | Чемпионат Европы 2008 (отбор) |
| 3                             | 6 февраля 2008                | Словения                      | 2:1                           | —                             | Товарищеский матч             |
| 4                             | 26 марта 2008                 | Чехия                         | 1:1                           | —                             | Товарищеский матч             |
| 5                             | 29 мая 2008                   | Нидерланды                    | 1:1                           | —                             | Товарищеский матч             |
| 6                             | 1 июня 2008                   | Польша                        | 1:1                           | —                             | Товарищеский матч             |
| 7                             | 6 июня 2009                   | Швеция                        | 1:0                           | —                             | Чемпионат мира 2010 (отбор)   |
| 8                             | 12 августа 2009               | Чили                          | 1:2                           | —                             | Товарищеский матч             |
| 9                             | 5 сентября 2009               | Португалия                    | 1:1                           | —                             | Чемпионат мира 2010 (отбор)   |
| 10                            | 9 сентября 2009               | Албания                       | 1:1                           | —                             | Чемпионат мира 2010 (отбор)   |
| 11                            | 18 ноября 2009                | США                           | 3:1                           | —                             | Товарищеский матч             |
| 12                            | 3 марта 2010                  | Австрия                       | 1:2                           | —                             | Товарищеский матч             |
| 13                            | 27 мая 2010                   | Сенегал                       | 2:0                           | —                             | Товарищеский матч             |
| 14                            | 5 июня 2010                   | ЮАР                           | 0:1                           | —                             | Товарищеский матч             |
| 15                            | 11 августа 2010               | Германия                      | 2:2                           | —                             | Товарищеский матч             |
| 16                            | 8 октября 2010                | Португалия                    | 1:3                           | —                             | Чемпионат Европы 2012 (отбор) |
| 17                            | 9 февраля 2011                | Англия                        | 1:2                           | —                             | Товарищеский матч             |
| 18                            | 26 марта 2011                 | Норвегия                      | 1:1                           | —                             | Чемпионат Европы 2012 (отбор) |
| 19                            | 29 марта 2011                 | Словакия                      | 2:1                           | —                             | Товарищеский матч             |
| 20                            | 4 июня 2011                   | Исландия                      | 2:0                           | —                             | Чемпионат Европы 2012 (отбор) |
| 21                            | 10 августа 2011               | Шотландия                     | 1:2                           | —                             | Товарищеский матч             |
| 22                            | 6 сентября 2011               | Норвегия                      | 2:0                           | —                             | Чемпионат Европы 2012 (отбор) |
| 23                            | 7 октября 2011                | Кипр                          | 4:1                           | —                             | Чемпионат Европы 2012 (отбор) |
| 24                            | 11 октября 2011               | Португалия                    | 2:1                           | —                             | Чемпионат Европы 2012 (отбор) |
| 25                            | 11 ноября 2011                | Швеция                        | 2:0                           | —                             | Товарищеский матч             |
| 26                            | 15 ноября 2011                | Финляндия                     | 2:1                           | —                             | Товарищеский матч             |
| 27                            | 29 февраля 2012               | Россия                        | 0:2                           | —                             | Товарищеский матч             |
| 28                            | 2 июня 2012                   | Австралия                     | 2:0                           | —                             | Товарищеский матч             |
| 29                            | 9 июня 2012                   | Нидерланды                    | 1:0                           | —                             | Чемпионат Европы 2012         |
| 30                            | 13 июня 2012                  | Португалия                    | 2:3                           | —                             | Чемпионат Европы 2012         |
| 31                            | 17 июня 2012                  | Германия                      | 1:2                           | —                             | Чемпионат Европы 2012         |
| 32                            | 15 августа 2012               | Словакия                      | 1:3                           | —                             | Товарищеский матч             |
| 33                            | 8 сентября 2012               | Чехия                         | 0:0                           | —                             | Чемпионат мира 2014 (отбор)   |
| 34                            | 12 октября 2012               | Болгария                      | 1:1                           | —                             | Чемпионат мира 2014 (отбор)   |
| 35                            | 16 октября 2012               | Италия                        | 1:3                           | 1                             | Чемпионат мира 2014 (отбор)   |
| 36                            | 6 февраля 2013                | Македония                     | 0:3                           | —                             | Товарищеский матч             |
| 37                            | 5 июня 2013                   | Грузия                        | 2:1                           | —                             | Товарищеский матч             |
| 38                            | 11 июня 2013                  | Армения                       | 0:4                           | —                             | Чемпионат мира 2014 (отбор)   |
| 39                            | 14 августа 2013               | Польша                        | 2:3                           | —                             | Товарищеский матч             |
| 40                            | 6 сентября 2013               | Мальта                        | 2:1                           | —                             | Чемпионат мира 2014 (отбор)   |
| 41                            | 10 сентября 2013              | Армения                       | 1:0                           | —                             | Чемпионат мира 2014 (отбор)   |
| 42                            | 11 октября 2013               | Италия                        | 2:2                           | —                             | Чемпионат мира 2014 (отбор)   |
| 43                            | 15 октября 2013               | Мальта                        | 6:0                           | —                             | Чемпионат мира 2014 (отбор)   |
| 44                            | 15 ноября 2013                | Норвегия                      | 2:1                           | 1                             | Товарищеский матч             |
| 45                            | 5 марта 2014                  | Англия                        | 0:1                           | —                             | Товарищеский матч             |
| 46                            | 22 мая 2014                   | Венгрия                       | 2:2                           | —                             | Товарищеский матч             |
| 47                            | 28 мая 2014                   | Швеция                        | 1:0                           | —                             | Товарищеский матч             |
| 48                            | 3 сентября 2014               | Турция                        | 1:2                           | —                             | Товарищеский матч             |
| 49                            | 7 сентября 2014               | Армения                       | 2:1                           | —                             | Чемпионат Европы 2016 (отбор) |
| 50                            | 11 октября 2014               | Албания                       | 1:1                           | —                             | Чемпионат Европы 2016 (отбор) |
| 51                            | 14 октября 2014               | Португалия                    | 0:1                           | —                             | Чемпионат Европы 2016 (отбор) |
| 52                            | 14 ноября 2014                | Сербия                        | 3:1                           | —                             | Чемпионат Европы 2016 (отбор) |
| 53                            | 18 ноября 2014                | Румыния                       | 0:2                           | —                             | Товарищеский матч             |
| 54                            | 25 марта 2015                 | США                           | 3:2                           | —                             | Товарищеский матч             |
| 55                            | 29 марта 2015                 | Франция                       | 0:2                           | —                             | Товарищеский матч             |
| 56                            | 8 июня 2015                   | Черногория                    | 2:1                           | —                             | Товарищеский матч             |
| 57                            | 13 июня 2015                  | Сербия                        | 2:0                           | —                             | Чемпионат Европы 2016 (отбор) |
| 58                            | 4 сентября 2015               | Албания                       | 0:0                           | —                             | Чемпионат Европы 2016 (отбор) |
| 59                            | 8 октября 2015                | Португалия                    | 0:1                           | —                             | Чемпионат Европы 2016 (отбор) |
| 60                            | 11 октября 2015               | Франция                       | 1:2                           | —                             | Товарищеский матч             |
| 61                            | 14 ноября 2015                | Швеция                        | 1:2                           | —                             | Чемпионат Европы 2016 (отбор) |
| 62                            | 24 марта 2016                 | Исландия                      | 2:1                           | —                             | Товарищеский матч             |
| 63                            | 3 июня 2016                   | Босния и Герцеговина          | 2:2                           | —                             | Товарищеский матч             |
| 64                            | 7 июня 2016                   | Болгария                      | 4:0                           | —                             | Товарищеский матч             |
| 65                            | 31 августа 2016               | Лихтенштейн                   | 5:0                           | —                             | Товарищеский матч             |
| 66                            | 4 сентября 2016               | Армения                       | 1:0                           | —                             | Чемпионат мира 2018 (отбор)   |
| 67                            | 8 октября 2016                | Польша                        | 2:3                           | —                             | Чемпионат мира 2018 (отбор)   |
| 68                            | 11 ноября 2016                | Казахстан                     | 4:1                           | —                             | Чемпионат мира 2018 (отбор)   |
| 69                            | 26 марта 2017                 | Румыния                       | 0:0                           | —                             | Чемпионат мира 2018 (отбор)   |
| 70                            | 6 июня 2017                   | Германия                      | 1:1                           | —                             | Товарищеский матч             |
| 71                            | 10 июня 2017                  | Казахстан                     | 3:1                           | —                             | Чемпионат мира 2018 (отбор)   |
| 72                            | 1 сентября 2017               | Польша                        | 4:0                           | —                             | Чемпионат мира 2018 (отбор)   |
| 73                            | 4 сентября 2017               | Армения                       | 4:1                           | —                             | Чемпионат мира 2018 (отбор)   |
| 74                            | 5 октября 2017                | Черногория                    | 1:0                           | —                             | Чемпионат мира 2018 (отбор)   |
| 75                            | 8 октября 2017                | Румыния                       | 1:1                           | —                             | Чемпионат мира 2018 (отбор)   |
| 76                            | 11 ноября 2017                | Ирландия                      | 0:0                           | —                             | Чемпионат мира 2018 (отбор)   |
| 77                            | 14 ноября 2017                | Ирландия                      | 5:1                           | —                             | Чемпионат мира 2018 (отбор)   |
| 78                            | 22 марта 2018                 | Панама                        | 1:0                           | —                             | Товарищеский матч             |
| 79                            | 2 июня 2018                   | Швеция                        | 0:0                           | —                             | Товарищеский матч             |
| 80                            | 9 июня 2018                   | Мексика                       | 2:0                           | —                             | Товарищеский матч             |
| 81                            | 16 июня 2018                  | Перу                          | 1:0                           | —                             | Чемпионат мира 2018           |

Итого: 81 матч / 2 гола; 38 побед, 19 ничьих, 24 поражения.

## Достижения
Клубные
«Копенгаген»
- Чемпион Дании (8): 2005/06, 2006/07, 2008/09, 2009/10, 2010/11, 2015/16, 2016/17, 2018/19
- Обладатель Кубка Дании (3): 2008/09, 2015/16, 2016/17

Личные
- Футболист года в Дании : 2010, 2011

## Интересные факты
- В детстве Уильям Квист занимался не только футболом, но и гандболом.
- Хотя Уильям — универсал, способный сыграть на любой позиции как в защите, так и в полузащите, сам футболист предпочитает выступать на позиции центрального полузащитника[6].